# Magyar népdalok BB42
A Magyar népdalok Bartók Béla és Kodály Zoltán 1906-ban közösen írt műve, melyben húsz magyar népdalt dolgoznak fel énekhangra és zongorára. Bartók művei között a jegyzékszáma BB42.
A dalok:
1. Bartók Béla: Elindultam szép hazámbul
2. Bartók Béla: Általmennék én a Tiszán ladikon
3. Bartók Béla: Fehér László lovat lopott[1]
4. Bartók Béla: A gyulai kert alatt[1]
5. Bartók Béla: A kertmegi kert alatt
6. Bartók Béla: Ablakomba, ablakomba
7. Bartók Béla: Száraz ágtól messze virít
8. Bartók Béla: Végig mentem a tárkányi
9. Bartók Béla: Nem messze van ide
10. Bartók Béla: Szánt a babám csireg, csörög
11. Kodály Zoltán: Virágom, véled elmegyek
12. Kodály Zoltán: Magos a rutafa
13. Kodály Zoltán: Azért, hogy én huszár vagyok
14. Kodály Zoltán: A Nád Jancsi csárdában
15. Kodály Zoltán: Ha felülök, csuhaj
16. Kodály Zoltán: Gerencséri utca
17. Kodály Zoltán: Láttad-e babám
18. Kodály Zoltán: Törik már a réteket
19. Kodály Zoltán: Isten hozzád szülöttem föld
20. Kodály Zoltán: Fére tőlem bubánat

Bartók Béla 1929-ben öt dalt átdolgozott Öt magyar népdal énekhangra és zongorára (BB97): 1,2,4,9,8.

## Kapcsolódó lapok
- Bartók Béla műveinek listája